# 20782 Markcroce
20782 Markcroce (2000 RZ52) là một tiểu hành tinh vành đai chính được phát hiện ngày 4 tháng 9 năm 2000 bởi Nhóm nghiên cứu tiểu hành tinh gần Trái Đất phòng thí nghiệm Lincoln ở Socorro.